# Stephanie Stumph

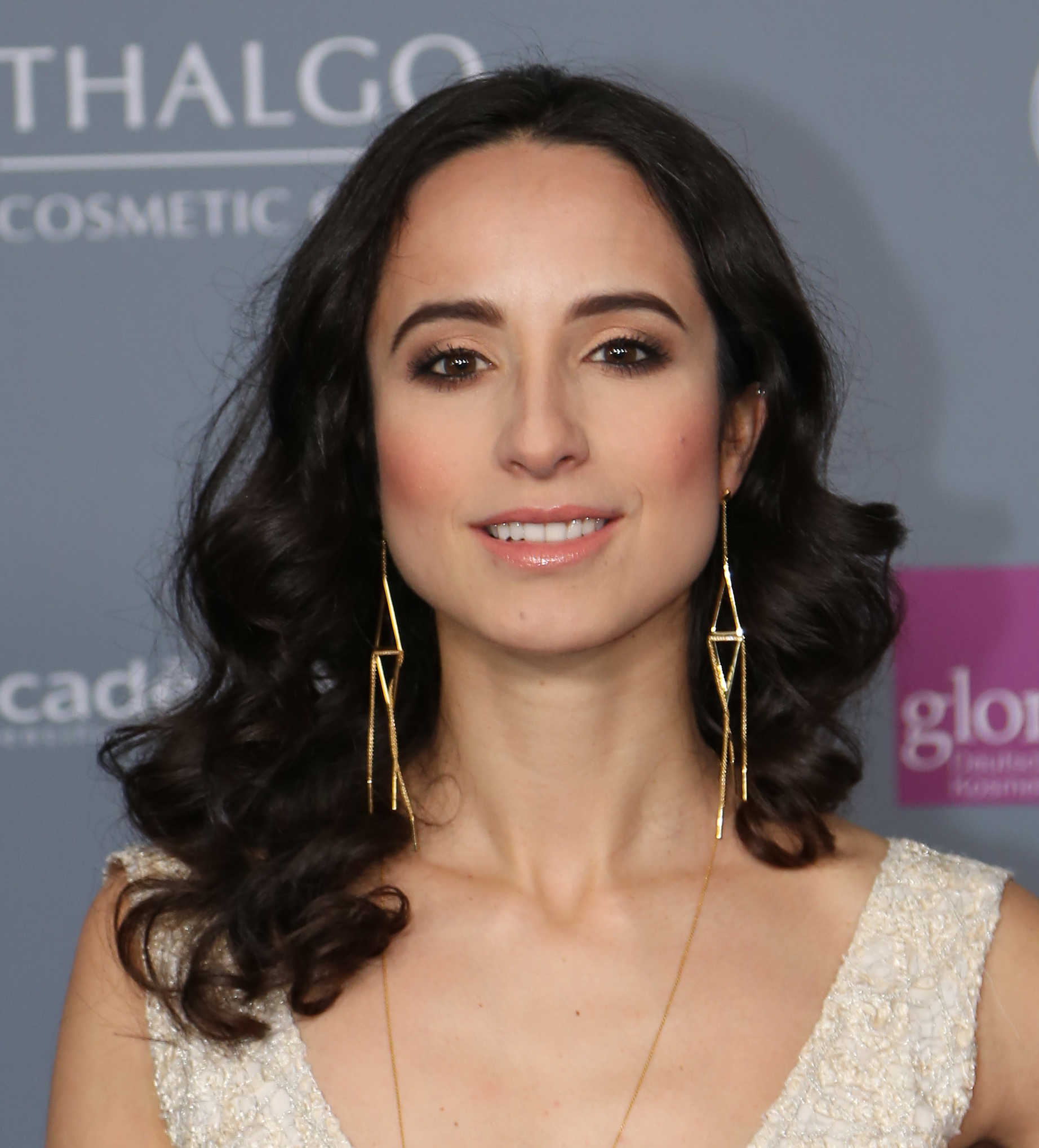
Stephanie Stumph, 2017

Stephanie Stumph (* 7. Juli 1984 in Dresden) ist eine deutsche Schauspielerin und Fernsehmoderatorin. Ihren Durchbruch hatte sie 1995 als Christiane Stubbe in der ZDF-Krimireihe Stubbe – Von Fall zu Fall. Seitdem wirkte sie in zahlreichen Film- und Fernsehproduktionen mit und trat auch in mehreren Theaterstücken auf.

## Leben
Stephanie Stumph ist die Tochter des Schauspielers und Kabarettisten Wolfgang Stumph; sie hat noch einen Bruder. In ihrer Kindheit sang sie in einem Chor, wirkte im Ballett mit und nahm Tanzunterricht.
Stumph lebt in Dresden, ist mit einem Münchner Chirurgen liiert, den sie 2020 kennenlernte und wurde im Juni 2022 Mutter eines Sohnes.

## Werdegang

### Film und Fernsehen
Von 1995 bis 2014 spielte Stephanie Stumph in 50 Folgen der ZDF-Krimireihe Stubbe – Von Fall zu Fall die Serientochter Christiane Stubbe an der Seite ihres Vaters Wolfgang Stumph. In den Serienspecials Stubbe – Von Fall zu Fall: Tödliche Hilfe und Stubbe – Von Fall zu Fall: Ausgeliefert war sie 2021 und 2022 erneut in dieser Rolle zu sehen. Die Reihe erhielt 2004 den Bayerischen Fernsehpreis, die Folge Tod des Models war 2004 Premiere-Krimi des Jahres. Daneben wirkte Stumph auch in anderen Fernsehproduktionen mit. In der Verwechslungskomödie Der Job seines Lebens (2003) und deren Fortsetzung Der Job seines Lebens 2 – Wieder im Amt (2004) übernahm sie an der Seite ihres Vaters Wolfgang Stumph die Rolle seiner Filmtochter Heike Achimsen. 2006 war sie in der zweiteiligen Rosamunde-Pilcher-Verfilmung Die Muschelsucher zu sehen. 2013 übernahm sie neben Suzanne von Borsody in dem zweiteiligen ZDF-Filmdrama Das Mädchen mit dem indischen Smaragd die Hauptrolle der Lehrerin Annie Krüger.
Seit Oktober 2015 verkörpert Stumph zunächst an der Seite von Jan Gregor Kremp (bis 2023) und nunmehr Thomas Heinze die Kommissarin Annabell Lorenz in der seit 1977 laufenden ZDF-Krimiserie Der Alte.

### Theater und Ausbildung
In der Spielzeit 2000/2001 sammelte Stumph erste Bühnenerfahrung. In der Komödie Dresden spielte sie die Rolle der Carmencita in der Komödie Das Haus in Montevideo von Curt Goetz. Nach ihrem Abitur 2003 am Gymnasium Dresden-Plauen studierte sie Schauspiel an der Hochschule für Musik und Theater in Leipzig. Am Staatsschauspiel Dresden absolvierte sie im Rahmen des Studiums ihre weitere Ausbildung zur Diplom-Schauspielerin. Im Kleinen Haus in Dresden legte sie 2006 erfolgreich ihre praktische Diplomprüfung ab.

### Moderation
Ab Januar 2017 moderierte sie zusammen mit Jörg Pilawa die Sendung Riverboat im MDR, abwechselnd mit Kim Fisher und Susan Link. Im Jahr 2019 wurden beide Teams abgelöst und durch das feste Moderatorenduo Jörg Kachelmann und Kim Fisher ersetzt.
Seit 2019 moderiert sie als Nachfolgerin von Kim Fisher gemeinsam mit Wigald Boning die Musik- und Talksendung Privatkonzert, eine Koproduktion der Deutschen Welle und des Mitteldeutschen Rundfunks. Sie ist auch Moderatorin der englischsprachigen Version der Sendung Night Grooves, welche bei der Deutschen Welle gesendet wird.

### Weitere künstlerische Aktivitäten
Seit dem Start 2014 ist Stumph in der NDR-Ratesendung Kaum zu glauben! fester Bestandteil des Rateteams. Während ihrer Schwangerschaft pausierte sie in der neunten Staffel 2022.
2017 war sie Mitautorin des für Helene Fischer geschriebenen Liedes Herzbeben aus dem Album Helene Fischer. Während der Helene Fischer Show 2017 sang sie das Lied im Duett mit Fischer. Es wurde auch zur ersten Singleauskopplung und erreichte Chartplatzierungen in allen D-A-CH-Staaten. In Deutschland gelang sogar ein Top-10-Erfolg.
2019 spielte Stumph in dem Musikvideo zum Song Auf das, was da noch kommt von Max Giesinger und Lotte mit.

## Filmografie

### Filme
- 2001: Liebe ist die halbe Miete (Fernsehfilm)
- 2003: Der Job seines Lebens (Fernsehfilm)
- 2004: Der Job seines Lebens 2 – Wieder im Amt (Fernsehfilm)
- 2006: Die Muschelsucher (Fernsehfilm)
- 2009: 30 Tage Angst (Fernsehfilm)
- 2009: Baby frei Haus (Fernsehfilm)
- 2012: Vom Traum zum Terror – München 72 (Dokudrama)
- 2012: Der Turm (Zweiteiler)
- 2013: Das Mädchen mit dem indischen Smaragd (Zweiteiler)
- 2016: Die Pfeiler der Macht
- 2019: Alfons Zitterbacke – Das Chaos ist zurück

### Fernsehserien und -reihen
- 1995–2014: Stubbe – Von Fall zu Fall (50 Folgen)
- 2000: Für alle Fälle Stefanie (Folge Offene Wunden)
- 2006: SOKO Leipzig (Folge Glaubenskrieger)
- 2007: SOKO Wismar (Folge Linke Gerade)
- 2010–2012: Die Bergretter / Die Bergwacht (22 Folgen)
- 2010: Der Bergdoktor (Folge Zwischen den Stühlen)
- 2010: Küstenwache (Folge U32 antwortet nicht)
- 2011: Katie Fforde: Harriets Traum
- 2011: Notruf Hafenkante (Folge Der große Bluff)
- 2012: Polizeiruf 110: Bullenklatschen
- 2012: Heiter bis tödlich: Morden im Norden (Folge Tödliche Heilung)
- 2014: Dora Heldt: Herzlichen Glückwunsch, Sie haben gewonnen!
- 2015: Sibel & Max (Folge Spurensuche)
- seit 2015: Der Alte
- 2019: Inga Lindström: Klang der Sehnsucht
- 2021: Stubbe – Von Fall zu Fall: Tödliche Hilfe
- 2022: Stubbe – Von Fall zu Fall: Ausgeliefert
- 2025: Stubbe – Von Fall zu Fall: Familie in Gefahr

### Fernsehshows
- seit 2014: Kaum zu glauben! (Rateteam)
- 2015–2017, 2019, 2021, 2023, 2025: Wer weiß denn sowas? (Gast)
- 2017–2019: Riverboat (Moderatorin)
- 2019–2020: Privatkonzert (Moderatorin)
- 2022: Ottos Märchenshow
- 2024: Verstehen Sie Spaß?

### Musikvideo
- 2019: Auf das, was da noch kommt von Max Giesinger und Lotte

## Theater
- 2000–2001: Carmencita in Das Haus in Montevideo (Komödie Dresden, Regie: Horst Schönemann)
- 2005–2007: Der Geist der vergangenen Weihnacht/Chor, Volk in A Christmas Carol – Ein Weihnachtslied (Staatsschauspiel Dresden, Regie: Holk Freytag)
- 2006–2007: Shen Te/Shui Ta/Frau Yang/Die Frau des Teppichhändlers in Der gute Mensch von Sezuan (Staatsschauspiel Dresden, Regie: Matthias Gehrt)
- 2007–2008: Sphinx, Chor in Faust. Der Tragödie zweiter Teil (Staatsschauspiel Dresden, Regie: Holk Freytag)
- 2008: Julia in Romeo und Julia (Burghofspiele Eltville am Rhein, Regie: Thomas Bading)
- 2011: Katja in Das Interview (Societaetstheater Dresden, Regie: Jan Böde)